# Jo Gartner
Josef "Jo" Gartner (Bécs, 1954. január 24. – Le Mans, 1986. június 1.) osztrák autóversenyző.

## Pályafutása

### A Formula–1 előtt
18 éves korában szerelőként kezdett dolgozni a Volkswagen által támogatott Formula Super Vee kategória egyik csapatánál, majd maga is belekóstolt a versenyzésbe. Kezdetben hegyi futamokon indult, 1977-ben pedig a Formula Super Vee Európa-Bajnokságában folytatta, ahol a következő évben az összetett harmadik helyét szerezte meg. Ezután minden évben egy kategóriát feljebb lépett, először a Formula–3-as Európa-Bajnokságban versenyzett, majd a Formula–2 következett. Átlagos teljesítményt nyújtott, ám 1983-ban a Pau-i futamon szerzett győzelme megnyitotta az utat a következő évi Formula–1-es szereplés felé.

### A Formula–1-ben
Az olasz Osella istállónál kapott lehetőséget, de nem a teljes szezonra, hanem csak nyolc futamra. A gyengécske konstrukciótól nem lehetett sokat várni, és a papírformának megfelelően az első négy futamot nem is sikerült befejezni. Hármat műszaki hiba, egyet pedig ütközés miatt kellett feladnia. A holland nagydíjon végül sikerült célba érnie, mégpedig a tizennegyedik helyen, de a két Tyrrell kizárását követően végül tizenkettediknek rangsorolták. Az ezután következő olasz nagydíjon, Monzában miután a mezőny nagy része műszaki hibák illetve üzemanyaghiány miatt feladni kényszerült a viadalt, Jo az Osella-Alfa FA1F-est az ötödik helyre hozta be. Ám sem ő, sem a hatodikként célba érő honfitársa, Gerhard Berger nem kapott pontot, ugyanis csapataik csak egy autót neveztek a világbajnokságra. Az Osella Gartner pechére nem az övét, hanem a jóval rutinosabb és ezért a csapat reményei szerint jobb eredményre képes olasz Piercarlo Ghinzaniét nevezte. Tehát Jo és az autója hivatalosan be volt nevezve, ám az értékelésbe nem számított bele a teljesítménye. Még két versenyen kapott abban az évben lehetőséget Enzo Osellától, mindkettőn műszaki hiba miatt esett ki és 1984 végén elköszönt a Formula–1-től, miután a Toleman csapattal nem tudott egyezségre jutni.

### A Formula–1 után
Már 1985-ben elindult Le Mansban a 24 órás viadalon, ahol negyedikként végzett. Úgy nézett ki, hogy a hosszútávú futamokon találja meg igazi önmagát, az 1986-ban a Sebringben rendezett 12 órás versenyt meg is tudta nyerni. Azonban még ugyanezen év június elsején a 24 órás Le Mans-i versenyen feltehetőleg műszaki hiba következtében 260 kilométer/órás sebességgel bukott, és nyaksérüléseibe belehalt.

## Eredményei

### Teljes Európai Formula–2-es eredménysorozata
(Táblázat értelmezése)

(Félkövér: pole-pozícióból indult; dőlt: leggyorsabb kört futott) 

| Év   | Csapat                  | 1      | 2      | 3      | 4      | 5      | 6     | 7      | 8      | 9      | 10     | 11      | 12     | 13  | Helyezés | Pont |
| ---- | ----------------------- | ------ | ------ | ------ | ------ | ------ | ----- | ------ | ------ | ------ | ------ | ------- | ------ | --- | -------- | ---- |
| 1980 | Racing Team Albatross   | THR    | HOC 13 | NÜR    | VAL    | PAU    |       |        |        |        |        |         |        |     | —        | 0    |
| 1980 | Team Jim Bean           |        |        |        |        |        | SIL 7 | ZOL    |        |        |        |         | HOC Ki |     | —        | 0    |
| 1980 | Jo Gartner              |        |        |        |        |        |       |        | MUG 12 | ZAN 11 | PER    | MIS     |        |     | —        | 0    |
| 1981 | Jo Gartner Racing       | SIL    | HOC    | THR    | NÜR 7  | VAL    | MUG 9 | PAU    | PER 6  | SPA Ki | DON Ki |         |        |     | 19.      | 1    |
| 1981 | Astra Team Merzario Srl |        |        |        |        |        |       |        |        |        |        | MIS DNQ | MAN 8  |     | 19.      | 1    |
| 1982 | Merzario Team           | SIL 6  | HOC Ki | THR 10 | NÜR Ki | MUG Ki | VAL 7 | PAU Ki | SPA 15 | HOC 7  | DON Ki | MAN Ki  | PER    | MIS | 17.      | 1    |
| 1983 | Emco Sports             | SIL Ki | THR Ki | HOC 4  | NÜR Ki | VAL Ki | PAU 1 | JAR 17 | DON Ki | MIS Ki | PER 5  | ZOL Ki  | MUG 7  |     | 6.       | 14   |
| 1984 | Emco Sports             | SIL Ki | HOC Ki | THR    | VAL    | MUG    | PAU   | HOC    | MIS    | PER    | DON    | BRH     |        |     | —        | 0    |

### Teljes Formula–1-es eredménysorozata
(Táblázat értelmezése)

(Félkövér: pole-pozícióból indult; dőlt: leggyorsabb kört futott) 

| Év   | Csapat | 1   | 2   | 3   | 4      | 5   | 6   | 7   | 8   | 9   | 10     | 11     | 12     | 13     | 14     | 15     | 16     | Helyezés | Pont |
| ---- | ------ | --- | --- | --- | ------ | --- | --- | --- | --- | --- | ------ | ------ | ------ | ------ | ------ | ------ | ------ | -------- | ---- |
| 1984 | Osella | BRA | RSA | BEL | SMR Ki | FRA | MON | CAN | DET | DAL | GBR Ki | GER Ki | AUT Ki | NED 12 | ITA 5* | EUR 12 | POR 16 | -        | 0    |

* – Az Osella csapat csak egy autót nevezett a bajnokságban, és a Gartner által vezetett második autó nem volt, így az általa szerzett két pont nem volt megadható a csapatszámára.

### Le Mans-i 24 órás autóverseny
| Év   | Csapat                  | Autó         | Csapattárs          | Csapattárs          | Helyezés |
| ---- | ----------------------- | ------------ | ------------------- | ------------------- | -------- |
| 1985 | John Fitzpatrick Racing | Porsche 956B | David Hobbs         | Guy Edwards         | 4.       |
| 1986 | Porsche Kremer Racing   | Porsche 962C | Sarel van der Merwe | Kunimitsu Takahashi | Kiesett  |

### Sebringi 12 órás autóverseny
| Év   | Csapat                | Autó        | Csapattárs         | Csapattárs | Helyezés |
| ---- | --------------------- | ----------- | ------------------ | ---------- | -------- |
| 1986 | Bob Akin Motor Racing | Porsche 962 | Hans-Joachim Stuck | Bob Akin   | 1.       |